# Alte Kirche Wommelshausen

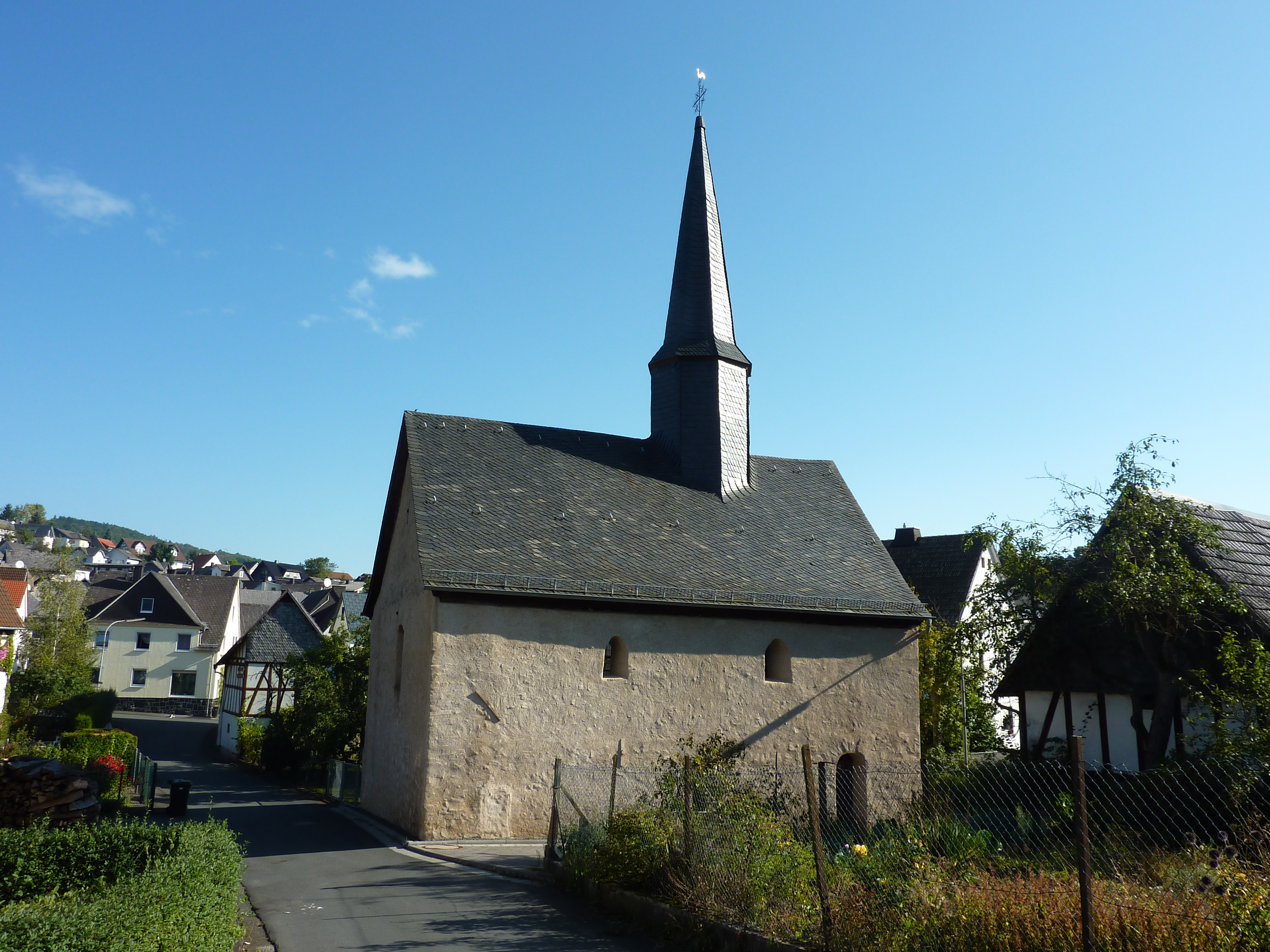
Alte Ev. Kirche (Kapelle) Wommelshausen, 10./11. Jh., Südansicht

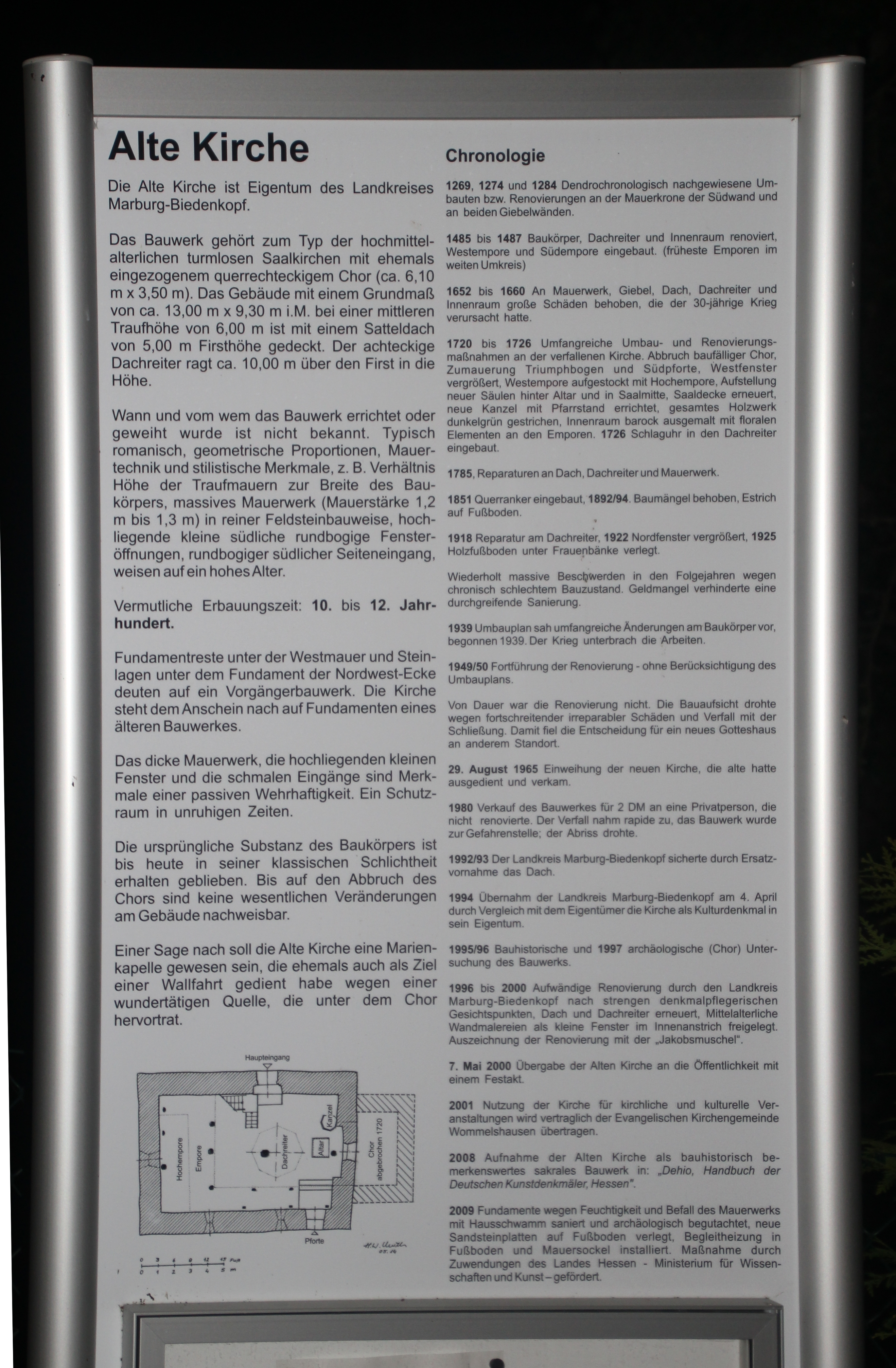
Informationstafel vor Ort mit Grundriss

Die denkmalgeschützte Alte Kirche, eine frühmittelalterliche turmlose schlichte Saalkirchen (Einraumkirche) in Wommelshausen im Hessischen Hinterland und soll Schätzungen zufolge zwischen 1100 und 1200 Jahre alt sein.

## Beschreibung
Das rechteckige, geostete Gebäude hat ein Grundmaß von ca. 13,00 × 9,30 m bei einer mittleren Traufhöhe von 6,00 m und ist mit einem 45° Satteldach von 5,00 m Firsthöhe gedeckt. Das Dach überragt ein 10,00 m hoher schlanker achteckiger Dachreiter mit gotischem Spitzhelm, der genau über der Mitte (einschl. Chor) des Bauwerks stand. Ein ursprünglich vorhandener, etwas außermittig angesetzter quer eingezogener 6,10 m × 3,50 m großer Chor wurde 1720 abgebrochen.

### Zu groß für ein kleines Dorf?
Weder Bauherr noch Bauzeit sind bekannt. Es wird vermutet, dass es eine Eigenkirche eines adligen oder geistlichen Grundherren war. Auffallend sind die relativ großzügigen Abmessungen dieser Kirche für ein kleines Dorf in einem rein ländlichen Umfeld. Hatte sie ehemals (zur Zeit ihrer Entstehung) eine bis heute unbekannte besondere Funktion?
Auf ein hohes Alter des Bauwerkes deuten typisch romanische geometrische Proportionen und stilistische Merkmale hin, wie das Verhältnis der Höhe der Traufmauern zur Breite des Baukörpers. Der Bau besteht aus einem massiven Mauerwerk (Mauerstärke ca. 1,2 m bis 1,3 m), ein reiner Bruchsteinbau, keine Werksteine, keine Eckquaderung. In der Südwand befinden sich zwei hochliegende kleine rundbogige Fensteröffnungen, die außen ungewöhnlich gedrungene Spitzbögen aufweisen, was als Zeichen einer Renovierung/Umbau an der Krone der Südwand gilt. Alle Mauern bestehen aus verputztem doppelschaligem Bruchsteinmauerwerk aus Grauwacke in reichlicher Mörtelbettung. Zumindest die Südseite, die Ostseite und die unteren Teile der West- und Nordseite befinden sich noch im originalen Zustand der Erbauungszeit.

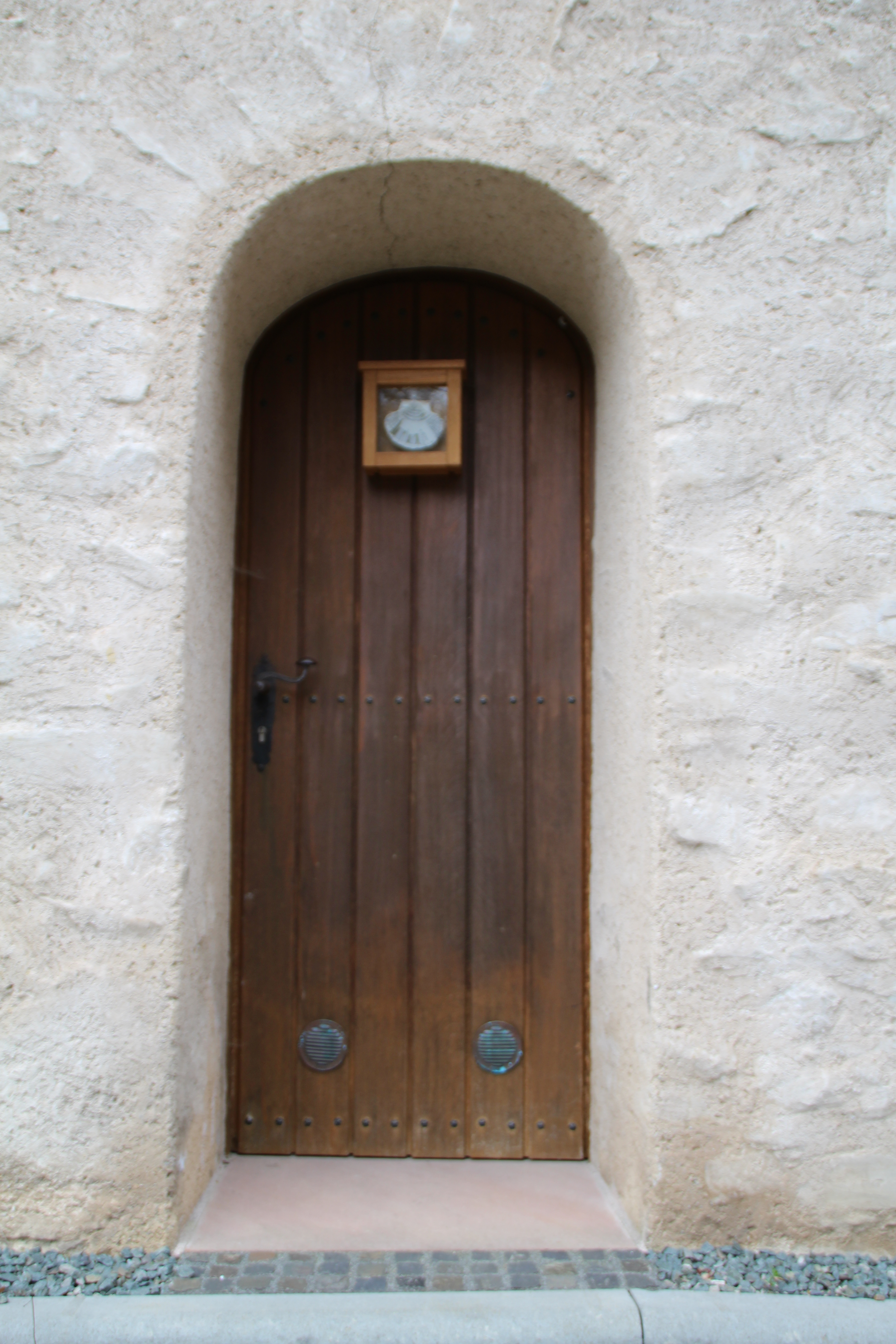
Romanische Pforte am östlichen Ende der Südwand mit Jakobsmuschel an der Türe, heute Hauptzugang

Das Fenster in der Westwand und das Fenster in der Nordwand wurden bei früheren Renovierungen vergrößert. Beide hatten vermutlich die gleiche Größe wie die Fenster in der Südwand und lagen auf der gleichen Höhe. Der Haupteingang, ehemals Laieneingang, befindet sich auf der Nordseite, unterhalb des heutigen rechteckigen Fensters (vergrößert 1922). Die ehemalige Priesterpforte im östlichen Teil der Südwand ist eindeutig romanisch. Sie war vermauert und wurde bei der Renovierung 1996 wieder geöffnet. Heute ist sie der Zugang zur Kirche.
Das dicke Mauerwerk, die hochliegenden kleinen Fenster und die relativ schmalen, gut zu sichernden Eingänge sind Merkmale, die auf eine passive Wehrkirche (Schutzraum) hindeuten könnten, auch für Vorräte in unruhigen Zeiten.

### Bauzeit 10. bis 11. Jahrhundert
Das frühmittelalterliche Bauwerk wird dem Übergang von der Vorromanik zur Romanik, der Zeit vom 10. bis 11. Jahrhundert zugerechnet, d. h. 1100 bis 1200 Jahre alt. Ein schlichter Saalbau (Saalkirche) mit Flachdecke oder ursprünglich mit offenem sichtbarem Dachgebälk, wie er sich bei einfachen Dorfkirchen noch bis ins 11. Jahrhundert gehalten hat.
In der zweiten Hälfte des 13. Jh. (1269, 1274 und 1284) wurden dendrochronologischen Untersuchungen zufolge Renovierungen bzw. Umbauten an der Mauerkrone der Südwand und den beiden Giebelwänden ausgeführt.

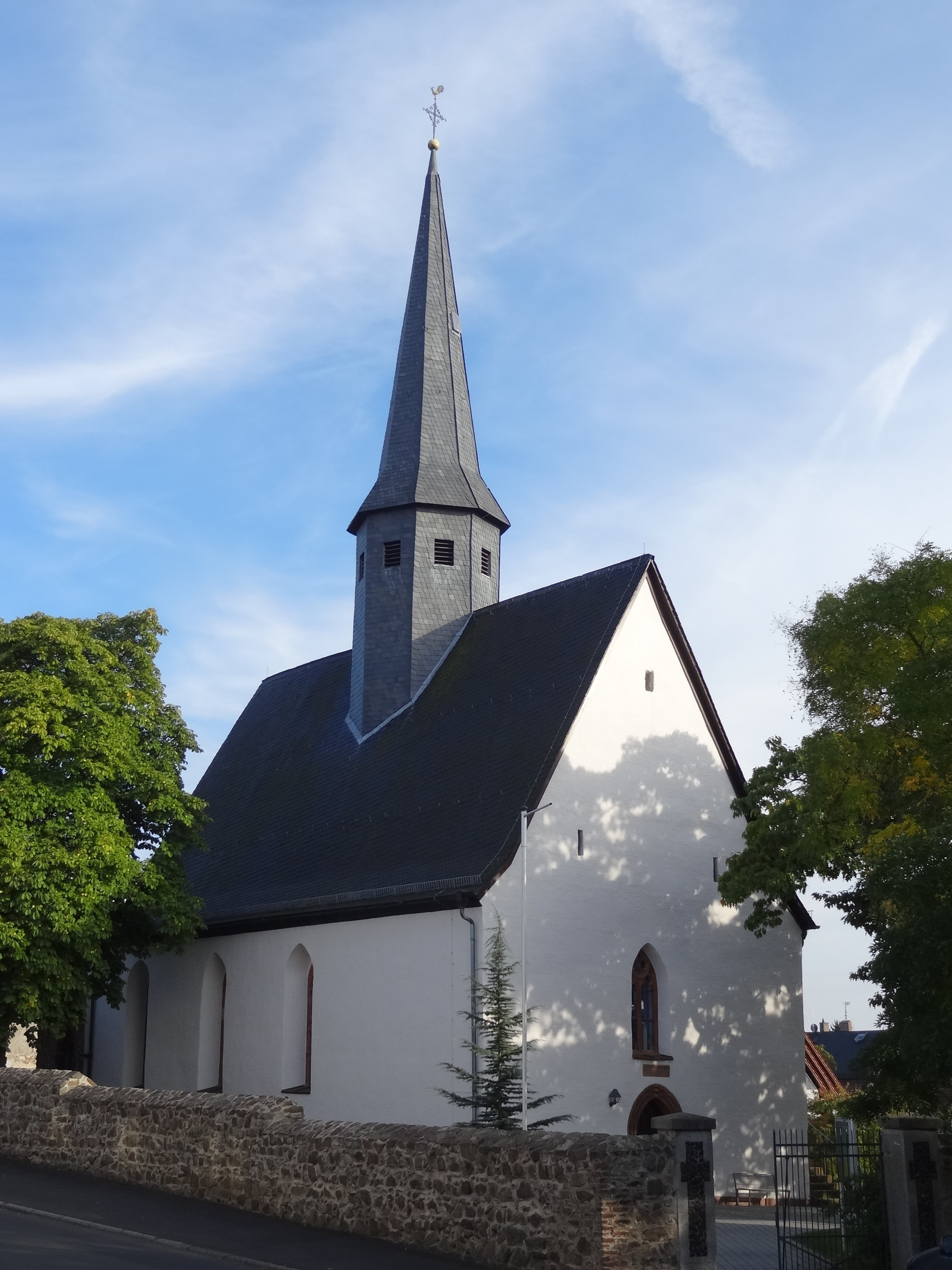
Margarethenkirche (Krofdorf) von Nordwest

Es ist möglich, dass das Bauwerk unter dem Einfluss der Wormser Bauhütte entstanden ist, da es Ähnlichkeit im Kern mit der allerdings größeren und viel älteren Magnuskirche (Worms) aufweist. In der Region hatte das Hochstift Worms des Bistums Worms einst viele Vogteirechte und umfangreichen Besitz, den ihm die Konradiner und Kaiser geschenkt hatten.
Die Wommelshäuser Kapelle hat außerdem große Ähnlichkeit mit der etwas größeren, 1271 erwähnten Ev. Margarethenkirche in Krofdorf.

### Mögliches Vorgängerbauwerk
Fundamentreste unter der Westmauer und Steinlagen unter dem Fundament der Nordwest-Ecke deuten darauf hin, dass die Kirche auf den Fundamenten eines noch älteren Bauwerkes (Holzkirche?) errichtet wurde.
Der Grundriss mit dem ausgegrabenen und nachgewiesenen ehemaligen eingezogenen querrechteckigen Chor fügt sich ganz in das Bild der Kirchen aus karolingischer Zeit (800 bis 920).

## Reparaturen und Emporen
Emporen eingebaut
Von 1485 bis 1487 wurden umfangreiche Renovierungen am Baukörper und Dachreiter durchgeführt. Im Innenraum baute man in diesem Zusammenhang L-förmig die West- und Südempore ein (dendrochronologisch belegt). Das sind die frühesten nachgewiesenen Emporen in der näheren und weiteren Umgebung.
Reparaturen nach dem Dreißigjährigen Krieg
In den Jahren 1652 bis 1660 mussten wegen starker Schäden, verursacht durch Plünderungen und Kriegseinwirkungen während des Dreißigjährigen Krieges, beide Giebel, Mauerwerk, Dach und Dachreiter repariert werden. Auch die Bänke und die sonstige Inneneinrichtung wurden erneuert, weil man sie geplündert und verbrannt hatte.

### Umfangreiche Renovierung 1720/26
In den folgenden Jahrzehnten verfiel das Bauwerk sehr, weil es nicht ausreichend gottesdienstlich genutzt wurde. Auf massives Drängen (Androhung von Strafen) der vorgesetzten weltlichen und kirchlichen Behörden musste die Gemeinde als Eigentümerin des Bauwerkes in den Jahren 1720/26 umfangreiche Renovierungen/Baumaßnahmen vornehmen. Der Landgraf Ernst Ludwig von Hessen-Darmstadt bewilligte dazu eine Kollekte im „Oberfürstentum“.
In der Raummitte und hinter dem Altar wurden massive neue Deckensäulen aus Eichenholz aufgestellt, die Saaldecke erneuert und eine neue barocke Kanzel mit Pfarrstand errichtet. Die West-Empore stockte man mit einer Hochempore auf. Alle Brüstungen der Emporen wurden erneuert, die Fachwerke mit Vierkantstäben ausgefüllt und oben auf den Brüstungsbalken Platznummern eingeschnitzt (heute noch sichtbar). Auch die Sitzbänke der Frauen unterhalb der Emporen erhielten Platznummern; sie hatten, wie alle Bänke in der Kirche, keine Rückenlehnen (vermutlich wollte man dem Kirchenschlaf damit begegnen).
Chor abgebrochen und versoffen
Der baufällige Chor wurde in diesem Zusammenhang abgebrochen, das Chor-Grundstück an den Nachbarn (Gastwirt) verkauft und der Erlös von den Gemeindevätern dort „versoffen“, wie im Kirchenbuch vermerkt. Den Altar verschob man aus dem abgebrochenen Chor auf der gleichen Achse, daher etwas außermittig, in den Innenraum. Der Durchgang zum Chor und die südliche Pforte wurden vermauert, das kleine Westfenster vergrößert.
Schlaguhr von 1726 bis 1965 im „Dienst“
In den Dachreiter wurde 1726 eine Schlaguhr eingebaut, gefertigt von einem Schmied aus Niederweidbach, die bis 1965 ihren Dienst versah. Sie steht heute, einschließlich der zugehörigen Glocke, funktionsfähig im Heimatmuseum.

### Barocke Ausmalung
Der Innenraum erhielt eine barocke Ausmalung und das gesamte Holzwerk einen dunkelgrünen Anstrich u. a. mit floralen Elementen am Gebälk der Emporen und an der Kanzel. Ein Bild mit der Darstellung der Taufe Jesu brachte man an der großen Mittelsäule an. Vermutlich hat man im Verlauf dieser Renovierung die mittelalterlichen Wandmalereien (z. B. an der Nordwand) überstrichen. An den Fußbalken der Westempore hängte man ein barockes Kruzifix (heute in der Aussegnungshalle des Friedhofs).

### Weitere Reparaturen und Renovierungen
Im Verlauf der Jahre mussten immer wieder Schäden am Dach, am Dachreiter und am Mauerwerk behoben und Renovierungen vorgenommen werden, so 1778 und 1785. 1851 wurden zur Stabilisierung der hinteren nördlichen Außenwand Maueranker als Queranker eingebaut. Umfangreiche Renovierungen erfolgten in den Jahren 1892/94. Der chronisch schlechte Bauzustand konnte auch durch weitere Reparaturmaßnahmen 1918, 1922 und 1925 durch Vergrößerung des Nordfensters und Anbau eines Außenkamins für eine Ofenheizung nicht behoben werden.
Auf dem Altar stand ab Ende des 19. Jh. ein zweites Kruzifix, das der Hofdekorateur am Königshof in Dresden, Carl Müller gestiftet hatte (hängt heute im Heimatmuseum). Seine Mutter stammte aus Wommelshausen aus der Hintermühle.

### „... sibirisches Klima“
Wiederholt kam es zu massiven Beschwerden durch Besucher wegen des feuchten Raumklimas, auch die Bauaufsicht schaltete sich ein. Geldmangel und die Weltwirtschaftskrise Ende der 1920er Jahre verhinderten eine umfassende Sanierung. Im Jahr 1934 reiften Pläne die Kirche durch einen Neubau zu ersetzen, da sich eine Reparatur nicht mehr lohne und man „...das ahle Gelirr abreißen solle“. In einem Visitationsbericht wird vermerkt: „... in der Kirche herrsche ein sibirisches Klima, sie gleiche eher einem Stall als einem Gotteshaus“.

### Umbauplan 1939 und Renovierung 1950
Der Neubauplan wurde nicht weiter verfolgt. Das bestehende Bauwerk sollte nun nach dem Willen der Gemeinde und des Pfarrers erhalten und nur umgebaut werden. Dazu legte der Bauberater Karl Müller von der Landeskirche 1939 einen Umbauplan vor, der grundlegende und umfangreiche Änderungen am Bauwerk mit nur noch 120 Sitzplätze vorsah, die jedoch nach Kriegsausbruch unterblieben.
1949/50 nahm man die Reparaturarbeiten wieder auf und beendete diese ohne Berücksichtigung des Umbauplanes und ohne Zustimmung der vorgesetzten Dienststellen (Landerskirche, Dekanat und Denkmalschutz), in Eigenregie durch die politische Gemeinde als Eigentümerin und enger Abstimmung mit dem Pfarrer (Lothar Adam). Die von der Denkmalpflege als erhaltungswürdig eingestuften floralen Ausmalungen am Gebälk und der Kanzel hat man mit brauner Ölfarbe überstrichen, auch das Bild mit der Taufe Jesu an der Mittelsäule. Wände und Decken erhielten einen hellen Anstrich mit kleinen farblichen Akzenten. Dazu kamen eine neue Eingangstüre, neue Sitzbänke mit Rückenlehnen und im Bereich der Frauensitzplätze verlegte man einen Holzfußboden.

#### Entscheidung für neues Gotteshaus
Von langer Dauer war die Renovierung nicht. Wegen irreparabler Schäden und Verfall drohte die Bauaufsicht mit der Schließung. 1960/61 fiel die Entscheidung für ein neues Gotteshaus, das in eindrucksvoller, das Ortsbild prägender Hanglage am südöstlichen Dorfeingang errichtet und am 29. August 1965 eingeweiht wurde.

## Schicksal der Alten Kirche nach der Einweihung der Neuen Kirche 1965
Mit der feierlichen Einweihung der Neuen Kirche mit dem eigenwilligen Ei-förmigen Grundriss ging die Alte Kirche einem ungewissen Schicksal entgegen. Die kleinere der beiden Glocken wurde in das Geläut der Neuen Kirche übernommen; die zweite Glocke verblieb bei der Schlaguhr, die heute im Heimatmuseum steht.
Als Gottesdienstraum hatte die Alte Kirche damit ausgedient. Konkrete Pläne für eine weitere Nutzung fehlten sowohl bei den seinerzeit zuständigen Pfarreien/Kirchengemeinden, als auch bei der Eigentümerin des Bauwerkes, der politischen Gemeinde Wommelshausen. Zur Debatte stand der Verkauf der Immobilie an einen, „der es schon machen wird“ und im Hinterkopf der Abriss, wie dies im damaligen Landkreis Biedenkopf in anderen Orten bereits geschehen war.

### Kontroverse Verfall/Abriss/Verkauf
Bereits wenige Jahre nach der Aufgabe als Gotteshaus zeigten sich starke Verfallserscheinungen am Bauwerk. Die Alte Kirche wurde Abstellplatz für Gerümpel z. B. von alten landwirtschaftlichen Geräten und der Feuerwehr. Die Kreisverwaltung hatte sich schon konkret mit einer Abrissgenehmigung befasst.

#### Verkauf
Am 30. Oktober 1980 verkaufte die inzwischen zuständig gewordene Gemeinde Bad Endbach das Grundstück mit der Kirche für 2 DM an einen Architekten in Oberursel mit der Auflage, das Bauwerk zu erhalten und zu sanieren. Die Bauwerksschäden hatten inzwischen stark zugenommen, der neue Eigentümer unternahm nichts und die Bausubstanz verfiel weiter.
In Teilen der Bevölkerung war inzwischen das Interesse am Erhalt des historisch bedeutsamen Bauwerkes gestiegen. In den Hinterländer Geschichtsblättern, einer Beilage zum „Hinterländer Anzeiger“ erschienen 1980 und 1985 zwei Aufsätze, die sich mit der Geschichte und der Bedeutung der alten Kirche befassten.
Einwohner entfernten 1985 die noch verbliebene Stahl-Glocke und die über 250 Jahre alte Uhr mit ihrem Schlagwerk und stellten beides sicher. Die Uhr steht mit Schlagwerk und Glocke heute funktionstüchtig im Heimatmuseum Wommelshausen.

### Bauwerk unterliegt Denkmalschutz
Der „Förderkreis Alte Kirchen“ Marburg (FaK) bemühte sich intensiv um den Erhalt des seit 1958 denkmalgeschützten Bauwerkes und warb in der 1985 veröffentlichten Broschüre „Verlassene Kirche Wommelshausen“ für deren Renovierung. Es folgten Interventionen von privater Seite 1988 an den Regierungspräsidenten in Gießen und den Landrat des Landkreises Marburg-Biedenkopf. Auch die Presse nahm sich des Themas an.

### Enteignung
Im Oktober 1988 stellte das Landesamt für Denkmalpflege beim Regierungspräsidium in Gießen, um den weiteren Verfall aufzuhalten, einen Antrag auf Enteignung zu Gunsten der Gemeinde Bad Endbach, die sich jedoch zu einer Übernahme nicht entschließen konnte. Das Verfahren verlief ergebnislos.
Die Schäden am Dach, am Mauerwerk und im Inneren weiteten sich zunehmend aus, sodass vom Bauwerk eine Gefahr für die öffentliche Sicherheit auszugehen drohte. Erneut machte auch die Presse wieder auf diesen unhaltbaren Zustand aufmerksam. Wommelshäuser Bürger gründeten 1992 die Arbeitsgemeinschaft „Rettet die Alte Kirche von Wommelshausen“, appellierten an die Behörden und sammelten Unterschriften für den Erhalt des Bauwerkes.
Der Eigentümer schritt, trotz Auflagen der Unteren Denkmalschutzbehörde und des Kreisbauamtes, nicht zur Tat und kam seiner Verpflichtung bis Ende 1992 nur unzureichend nach.
Die Kreisverwaltung ließ daher im Wege der Ersatzvornahme Anfang 1993 zur notwendigen Bestandssicherung das Dach erneuern und den Dachreiter sichern. Bereits 1984 war ein Schutzgerüst gegen herabfallende Dachteile angebracht worden.
Ein zweites Enteignungsverfahren, das auf Antrag des Landkreises Marburg-Biedenkopf im Februar 1993 durch das Landesamt für Denkmalpflege eingeleitet wurde, endete 1994 mit einem Vergleich. Der Landkreis übernahm die alte Kirche am 6. April 1994 als Kulturdenkmal in sein Eigentum. Der bisherige Besitzer erhielt 13.000 DM Entschädigung für seine nachweislich geltend gemachten bisherigen Aufwendungen.

## Renovierung

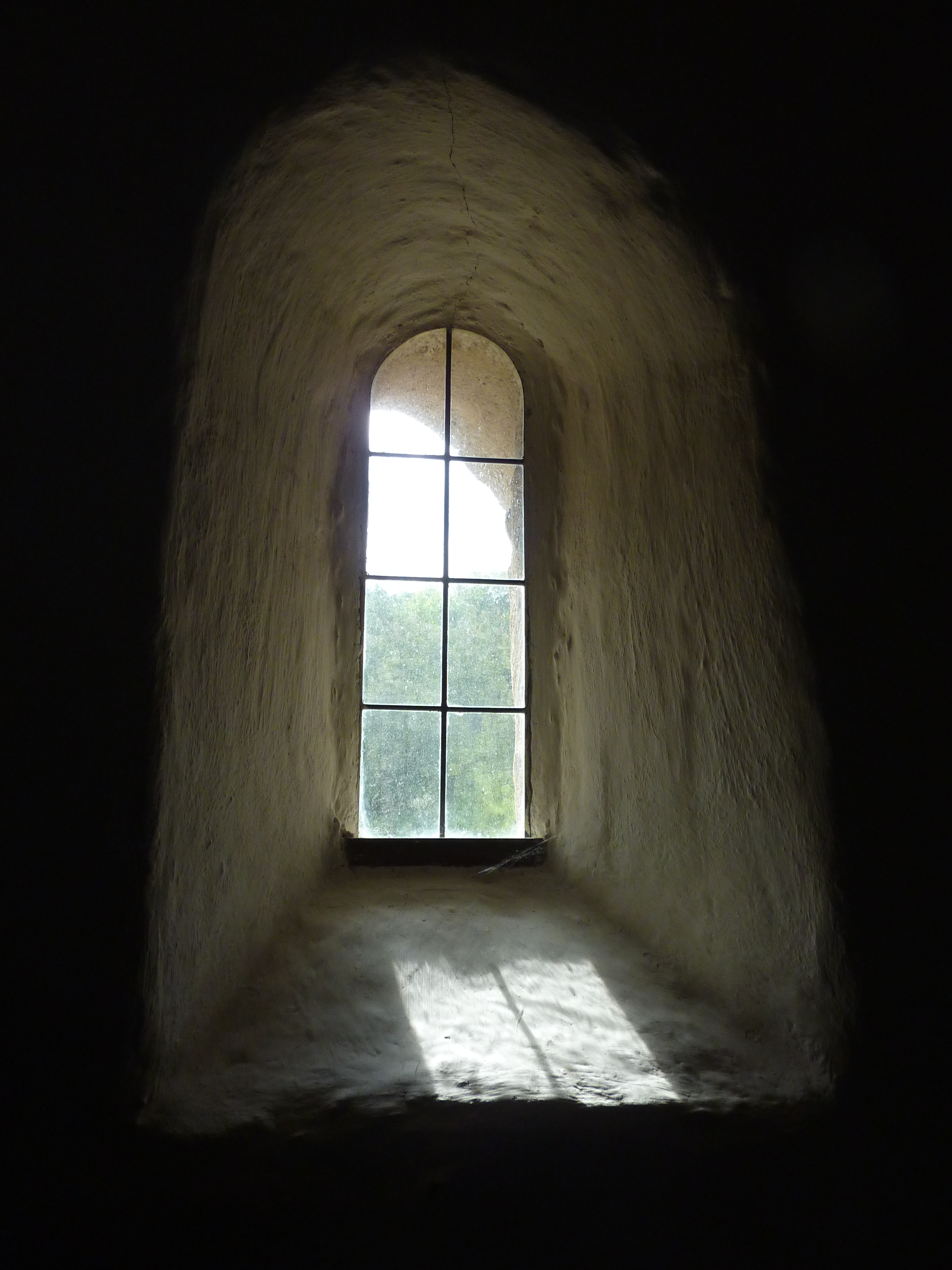
Alte Kapelle, romanisches Westfenster in der Südwand

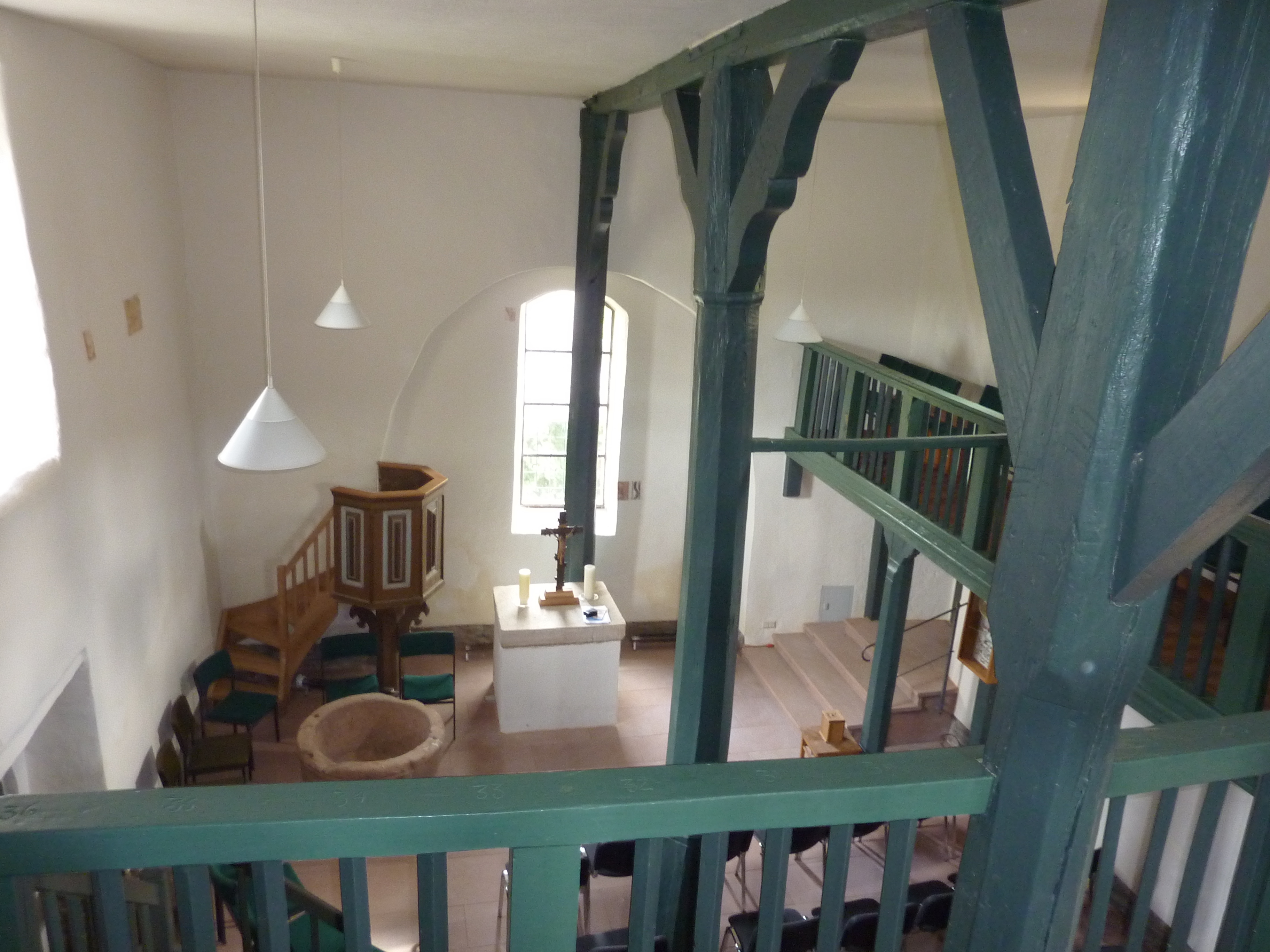
Alte Kapelle, Blick zum Altar

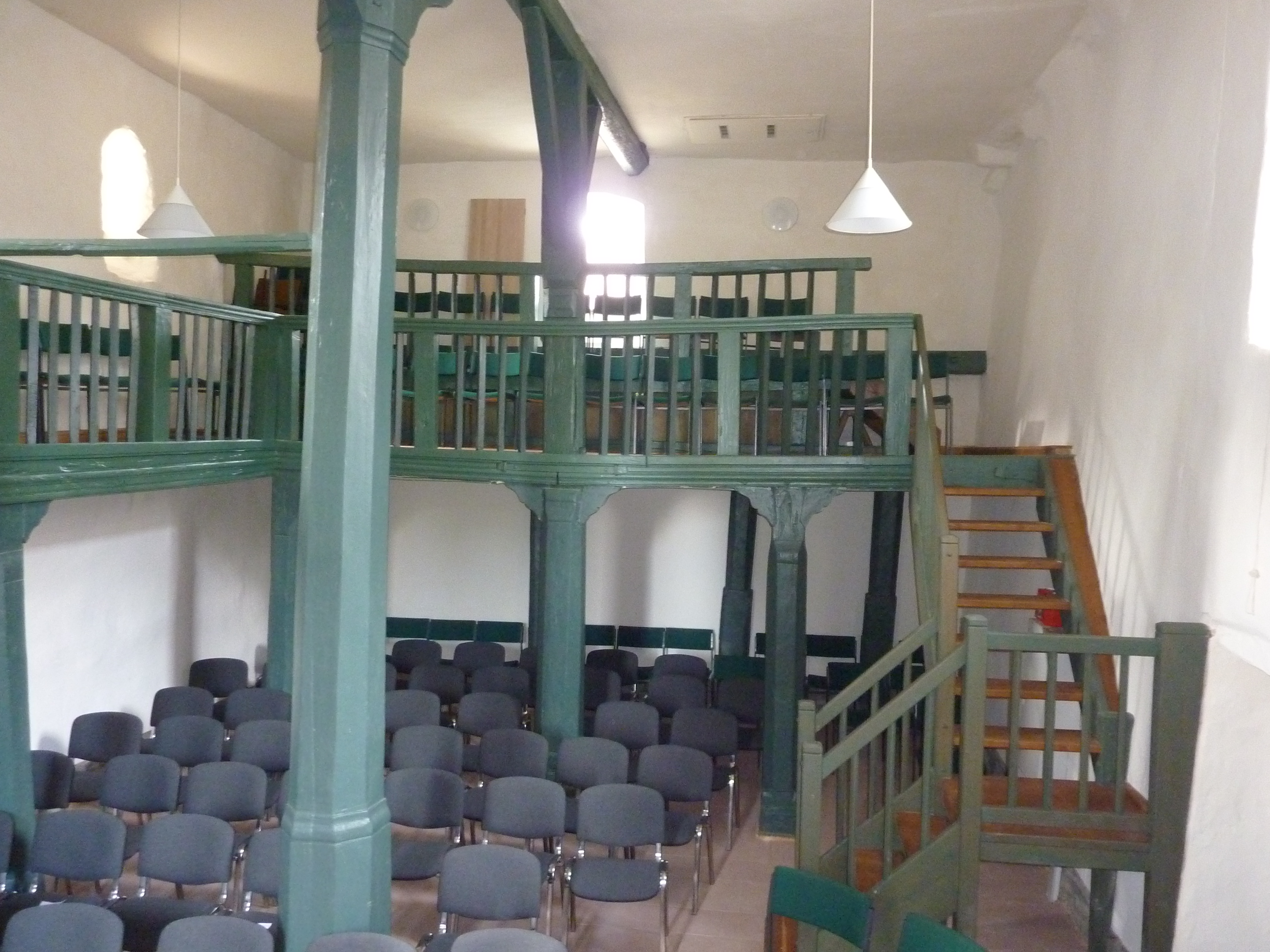
Alte Kapelle, Blick zu den Emporen

Bauhistorische und archäologische Untersuchungen
In den Jahren 1995/96 wurde die Kirche bauhistorisch und 1997 archäologisch untersucht, und von 1996 bis 2000 durch den Landkreis aufwendig nach denkmalpflegerischen Gesichtspunkten renoviert. Der Dachreiter mit Turmspitze und Wetter-Hahn wurde komplett erneuert. Bei der Instandsetzung fand man die vermuteten mittelalterlichen Wandmalereien an der nördlichen Innenwand über dem ehemaligen Pfarrstand und die unter einem Anstrich verdeckten floralen Bemalungen am Gebälk der Emporen und der Kanzel. Es wurden mehrere Segmente unter dem Anstrich freigelegt. Die florale Bemalung der Kanzel verdeckt weiterhin der Anstrich aus dem Jahr 1950.
Der neue Treppenaufgang zur Kanzel und die Informationstafel rechts neben der Pforte in der Südwand wurden aus dem Überschuss der 675-Jahrfeier Wommelshausen (im Jahr 2011) finanziert.
Übergabe an die Öffentlichkeit nach der Renovierung
Mit einem Festakt am 7. Mai 2000 wurde die Alte Kirche wieder der Öffentlichkeit übergeben und ihre Rettung mit der „Jakobsmuschel“ ausgezeichnet.
2001 überließ der Landkreis die Kirche vertraglich der Evangelischen Kirchengemeinde Wommelshausen zur Nutzung für kirchliche und kulturelle Veranstaltungen.

### Bauhistorisch bemerkenswertes sakrales Bauwerk, gemäß DEHIO:Handbuch der Deutschen Kunstdenkmäler
Die Substanz des Baukörpers aus der Romanik ist in seiner epochetypischen Schlichtheit bis heute erhalten geblieben. Bis auf den Abbruch des Chors 1720 sind keine wesentlichen Veränderungen am Gebäude nachweisbar. Trotz der notwendigen vielen Reparaturen infolge von Baumängeln im Verlauf der Jahrhunderte hat das schlichte Gotteshaus weit mehr als 1000 Jahre überdauert. Ein Glücksfall!
Die beiden Bronzeglocken aus dem 14. Jahrhundert wurden im Ersten bzw. Zweiten Weltkrieg beschlagnahmt und eingeschmolzen.
Als bauhistorisch bemerkenswertes sakrales Bauwerk wurde die Alte Kirche 2008 in „DEHIO, Handbuch der Deutschen Kunstdenkmäler, Hessen I“ aufgenommen.

### Erneute Bauschäden
Nach der Renovierung führte erneuter Feuchtigkeitsaufstieg im Mauerwerk zu Hausschwammbefall, sodass die Fundamente 2009 aufwendig trockengelegt und saniert werden mussten. In diesem Zusammenhang wurden die Fundamente archäologisch untersucht und dokumentiert. Dabei fand man erneut Bodenschichten und Steinlagen, die auf ein Vorgängergebäude hinweisen.
Der Fußboden erhielt einen neuen Belag aus Sandsteinplatten. In den Mauersockel und in den Fußboden wurde eine Begleitheizung integriert. Das hessische Ministerium für Wissenschaft und Kunst förderte diese Maßnahmen.

## Fassungsvermögen
Bemerkenswert an der Kapelle ist ihr Fassungsvermögen. Eine Aufstellung aus dem Jahr 1939 erwähnt ca. 160 Sitzplätze. Im Dorf Wommelshausen lebten Ende des 15. Jahrhunderts nur 100 bis 120 Einwohner und erst zum Ende des 16. Jahrhunderts wuchs die Bevölkerung auf 130 bis 150 Personen an. Pfarrer Johannes Achenbach führte 1668 in einer „Seelenliste“ alle Einwohner namentlich auf, einschließlich der Kinder, und kam auf eine Gesamtzahl von 141.
Für das Dorf Wommelshausen war die frühmittelalterliche Kapelle somit eher großzügig dimensioniert.

## Trivia
Einer Sage nach soll die Alte Kirche ehemals eine Marienkapelle gewesen sein, die in vorreformatorischer Zeit wegen einer wundertätigen Quelle, die unter dem Chor hervortrat, auch Ziel von Wallfahrern war.

## Kirchliche Zugehörigkeit
Bis zur Abspaltung des Kirchspieles Hartenrod von Gladenbach Mitte des 14. Jh. war Wommelshausen mit seiner Kapelle Filialort der Martinskirche Gladenbach, danach bis 1969 Filiale der Pfarrkirche (Mutterkirche) in Hartenrod. Von 1969 bis 1971 gehörte Wommelshausen zur Pfarrei Endbach. Ab 1971 hat Wommelshausen den Status einer eigenen Kirchengemeinde, ist aber pfarramtlich mit Endbach verbunden.

## Rekonstruktion des Bauentwurfs
Mit Hilfe der Triangulatur wurde versucht, den Bauentwurf geometrisch zu rekonstruieren. Der daraus resultierende Bauplan (Grundriss) ergab eine erstaunlich gute Übereinstimmung mit den tatsächlichen Abmessungen des Bauwerkes. Errechnet aus der Breite des Bauwerkes ergab sich als Grundmaß ein Fuß (Einheit) mit einer Länge zwischen 33,3 bis 33,7 cm. Auf diesem Grundmaß bzw. dessen Vervielfältigung basieren alle Abmessungen. Dabei zeigte sich eine eigenartige Zahlensymbolik um die Zahlen 3, 4 und 7. Die Breite des Bauwerkes entstand aus 4x7=28 Fuß = 9,24 m, gemessen: 9,20–9,45 m i.M.; der Durchgang zum abgebrochenen Chor ist 3x3=9 Fuß und somit = 3 m breit;   Außenmaß (Breite) - Innenmaß = 7 Fuß (zwei Wandstärken), daraus ergibt sich eine Wandstärke von 3½ Fuß = 1,19 m, gemessen: 1,20-1,30 m. Auch die Gesamtlänge einschl. des abgebrochenen und ausgegrabenen Chor lässt sich mit erstaunlicher Genauigkeit errechnen, und zwar mit 16,3 m, gemessen: i.M. 16,50 m. Alle anderen Abmessungen (u. a. Lage der Tür- und Fensteröffnungen) ergeben sich in Übereinstimmung mit den Konstruktionslinien und Kreisbogen der Triangulatur. Als Besonderheit zeigte sich im Grundriss des Entwurfsplanes das Symbol eines Fisches, ein frühes Symbol der Christenheit.
Daraus lässt sich schließen, dass die Kirche (Kapelle) von einem kundigen Baumeister geplant und errichtet wurde.